# Huzella Elek
Huzella Elek (Budapest, 1915. augusztus 24. – Budapest, 1971. december 15.) magyar zeneszerző, a Bartók Béla Zeneművészeti Szakiskola tanára.

## Családja
Szülei dr. Huzella Tivadar biológus és Eleőd Mária Fabiola, felesége Csanádi Éva (házasságkötés: Budapest, 1948), fia Huzella Péter gitáros, zeneszerző.

## Élete
Siklós Albert tanítványa volt a Zeneakadémián, mellette bölcsészdiplomát szerzett. Doktori disszertációját Claude Debussy életműve címmel védte meg.
Pályáját 1939-ben különböző üzemi kórusok karnagyaként kezdte. 1943-tól 1945-ig a Magyar Rádió munkatársaként előbb zenei szerkesztő, majd a felszabadulás évében a zenei osztály helyettes vezetője lett. Ez után rövid időre szövőgyári munkára kényszerült. 1947-ben, a Székesfővárosi Felsőbb Zeneiskola tanáraként került az oktatásba. 1949-ben a frissen megalakult Állami Zenegimnázium (a mai Bartók Béla Zeneművészeti Szakközépiskola és Gimnázium elődje) zeneszerzéstanára lett, és ezt a pozícióját korai haláláig megtartotta. Mellette tanított budapesti körzeti zeneiskolákban is.
Huzella otthona a budapesti művészélet egyik központi helye volt. Tagja volt egy szabadkőműves páholynak is.
A zeneszerzésen kívül fordított is franciából, így készített magyar változatot Debussy Pelléas és Mélisande-jából és dalok szövegét is átültette. Több cikke is megjelent.
Emlékére írta barátja, Kováts Barna (1920–2005) Sur le Tombeau d'E. Huzella c. gitárdarabját, és utolsó tanítványainak egyike, ifj. Király László (1954–) Preludium. In memoriam Huzella Elek c. orgonaművét.

## Művei
- Vonóshatos (1940)
- Noktürn (zenekarra, 1943)
- Három tánc gitárra. In memoriam Domenico Scarlatti
- 4 virágének  (énekhangra és gitárra)
- Archaikus táncok (szextett)
- Édesanyám rózsafája (vegyeskarra, 1952)
- Patak vára (oratórium, 1954)
- Meditation (zenekarra, 1955)
- Két dal (énekhangra és zongorára, 1956)
- Epilogue. B–A–C–H (orgonára, 1957)
- Zenekari szvit (1957)
- Két vietnámi népdal (énekhangra és zongorára, 1959)
- Rapszódia (zongorára, timpanira és vonószenekarra, 1959)
- Emlények (zenekari dalciklus bariton hangra, 1959)
- Concertino lirico (versenymű fuvolára és vonószenekarra, 1963)
- Miser Catulle (kantáta Kodály Zoltán halálára, 1967)
- Kim és Kió (kantáta, 1969)

## Díjai, elismerései
- 1957 – Vercelli nemzetközi zeneszerzőverseny, I. díj